# Parsonsia celebica
Parsonsia celebica là một loài thực vật có hoa trong họ La bố ma. Loài này được (Oliv.) Sleesen mô tả khoa học đầu tiên năm 1958.